# Sigmir, Bistrița-Năsăud
Sigmir, mai demult Sipnir, Sicmir (în dialectul săsesc Zaipn, Zapm, germană Schönbirk, Zippendorf, Zaipendorf, Zaben, Tschippendorf, Zepnir, Zepner, Lippendorf, maghiară Szépnyír) este o localitate componentă a municipiului Bistrița din județul Bistrița-Năsăud, Transilvania, România.

## Personalități
- Ștefan Cigu (n. 1950), violonist, dirijor